# CDU/CSU
A CDU/CSU, vagy nem hivatalosan uniópártok (németül Unionsparteien), vagy röviden unió a német Kereszténydemokrata Unió (CDU) és a Bajor Keresztényszociális Unió (CSU) hagyományos stratégiai szövetsége. Az 1945 óta eltelt időszak kétharmadában a CDU/CSU unió volt a fő kormányzóerő Németországban.
A két kereszténydemokrata párt hagyományosan nem indít jelölteket egymással szemben, és közös frakcióval  (CDU/CSU-Fraktion) rendelkezik a Bundestagban. Közös frakció a német szövetségi választási törvény szerint eleve csak akkor alakítható, ha a részt vevő pártok egyetlen német szövetségi államban sem versenyeznek egymással. A CSU csak Bajorországban szerveződik és szerepel a választásokon, a CDU pedig a többi 15 szövetségi államban.
A CDU és a CSU is tagja az Európai Néppártnak és a Nemzetközi Demokrata Uniónak (IDU), és közös ifjúsági szervezetük van, a Fiatal Unió (Junge Union Deutschlands). Az Európai Parlamentben mindkét párt képviselői a jobbközép Európai Néppárt (Kereszténydemokraták) frakcióban foglalnak helyet.

## Választási eredményeik

### Szövetségi parlament(Bundestag)
| Választási év | Választókerületi szavazatok (CDU) | Pártlistás szavazatok (CDU) | Pártlistás szavazatok (%) (CDU) | Választókerületi szavazatok (CSU) | Pártlistás szavazatok (CSU) | Pártlistás szavazatok (%) (CSU) | Pártlistás szavazatok (%) (CDU/CSU) | Összes elnyert mandátum/Bundestag (CDU/CSU) | Összes elnyert mandátum (%) (CDU/CSU) | +/– | Kormányzás? |
| ------------- | --------------------------------- | --------------------------- | ------------------------------- | --------------------------------- | --------------------------- | ------------------------------- | ----------------------------------- | ------------------------------------------- | ------------------------------------- | --- | ----------- |
| 1949          |                                   | 5 978 636                   | 25,2                            |                                   | 1 380 448                   | 5,8                             | 31,0                                | 139/402                                     | 34,6                                  |     | Igen        |
| 1953          | 9 577 659                         | 10 016 594                  | 36,4                            | 2 450 286                         | 2 427 387                   | 8,8                             | 45,2                                | 249/509                                     | 48,9                                  | 90  | Igen        |
| 1957          | 11 975 400                        | 11 875 339                  | 39,7                            | 3 186 150                         | 3 133 060                   | 10,5                            | 50,2                                | 277/519                                     | 53,3                                  | 28  | Igen        |
| 1961          | 11 622 995                        | 11 283 901                  | 35,8                            | 3 104 742                         | 3 014 471                   | 9,6                             | 45,4                                | 251/521                                     | 48,2                                  | 26  | Igen        |
| 1965          | 12 631 319                        | 12 387 562                  | 38,0                            | 3 204 648                         | 3 136 506                   | 9,6                             | 47,6                                | 251/518                                     | 48,5                                  | 0   | Igen        |
| 1969          | 12 137 148                        | 12 079 535                  | 36,6                            | 3 094 176                         | 3 115 652                   | 9,5                             | 46,1                                | {250/518                                    | 48,3                                  | 1   | Nem         |
| 1972          | 13 304 813                        | 13 190 837                  | 35,2                            | 3 620 625                         | 3 615 183                   | 9,7                             | 44,9                                | 234/518                                     | 45,2                                  | 16  | Nem         |
| 1976          | 14 423 157                        | 14 367 302                  | 38,0                            | 4 008 514                         | 4 027 499                   | 10,6                            | 48,6                                | 254/518                                     | 49,0                                  | 20  | Nem         |
| 1980          | 13 467 207                        | 12 989 200                  | 34,2                            | 3 941 365                         | 3 908 459                   | 10,3                            | 44,5                                | 237/519                                     | 45,7                                  | 17  | Nem         |
| 1983          | 15 943 460                        | 14 857 680                  | 38,1                            | 4 318 800                         | 4 140 865                   | 10,6                            | 48,7                                | 255/520                                     | 49,0                                  | 18  | Igen        |
| 1987          | 14 168 527                        | 13 045 745                  | 34,4                            | 3 859 244                         | 3 715 827                   | 9,8                             | 44.2                                | 234/519                                     | 45,1                                  | 21  | Igen        |
| 1990          | 17 707 574                        | 17 055 116                  | 36,7                            | 3 423 904                         | 3 302 980                   | 7,1                             | 43,8                                | 319/662                                     | 48,2                                  | 85  | Igen        |
| 1994          | 17 473 325                        | 16 089 960                  | 34,2                            | 3 657 627                         | 3 427 196                   | 7,3                             | 41,5                                | 294/672                                     | 43,8                                  | 25  | Igen        |
| 1998          | 15 854 215                        | 14 004 908                  | 28,4                            | 3 602 472                         | 3 324 480                   | 6,8                             | 35,2                                |                                             | 36,6                                  | 49  | Nem         |
| 2002          | 15 336 512                        | 14 167 561                  | 29,5                            | 4 311 178                         | 4 315 080                   | 9,0                             | 38,5                                | 248/603                                     | 41,1                                  | 3   | Nem         |
| 2005          | 15,390,950                        | 13,136,740                  | 27,8                            | 3 889 990                         | 3 494 309                   | 7,4                             | 35,2                                | 226/614                                     | 36,8                                  | 22  | Igen        |
| 2009          | 13 856 674                        | 11 828 277                  | 27,3                            | 3 191 000                         | 2 830 238                   | 6,5                             | 33,8                                | 239/622                                     | 38,4                                  | 13  | Igen        |
| 2013          | 16 233 642                        | 14 921 877                  | 34,1                            | 3 544 079                         | 3 243 569                   | 7,4                             | 41,5                                | 311/631                                     | 49,3                                  | 72  | Igen        |
| 2017          | 14 027 807                        | 12 445 832                  | 26,8                            | 3 255 604                         | 2 869 744                   | 6,2                             | 32,9                                | 246/709                                     | 34,7                                  | 65  | Igen        |
| 2021          | 10 445 571                        | 8 770 980                   | 19,0                            | 2 787 904                         | 2 402 826                   | 5,2                             | 24,1                                | 197/735                                     | 26,8                                  | 50  | Nem         |
| 2025          | 12 601 967                        | 11 194 700                  | 22,6                            | 3 271 730                         | 2 963 732                   | 6,0                             | 28,5                                | 208/630                                     | 33,0                                  | 11  | Igen        |

## Fordítás
- Ez a szócikk részben vagy egészben  a   CDU/CSU című angol Wikipédia-szócikk ezen változatának fordításán alapul.  Az eredeti cikk szerkesztőit annak laptörténete sorolja fel. Ez a jelzés csupán a megfogalmazás eredetét és a szerzői jogokat jelzi, nem szolgál a cikkben szereplő információk forrásmegjelöléseként.